# Davis Cup

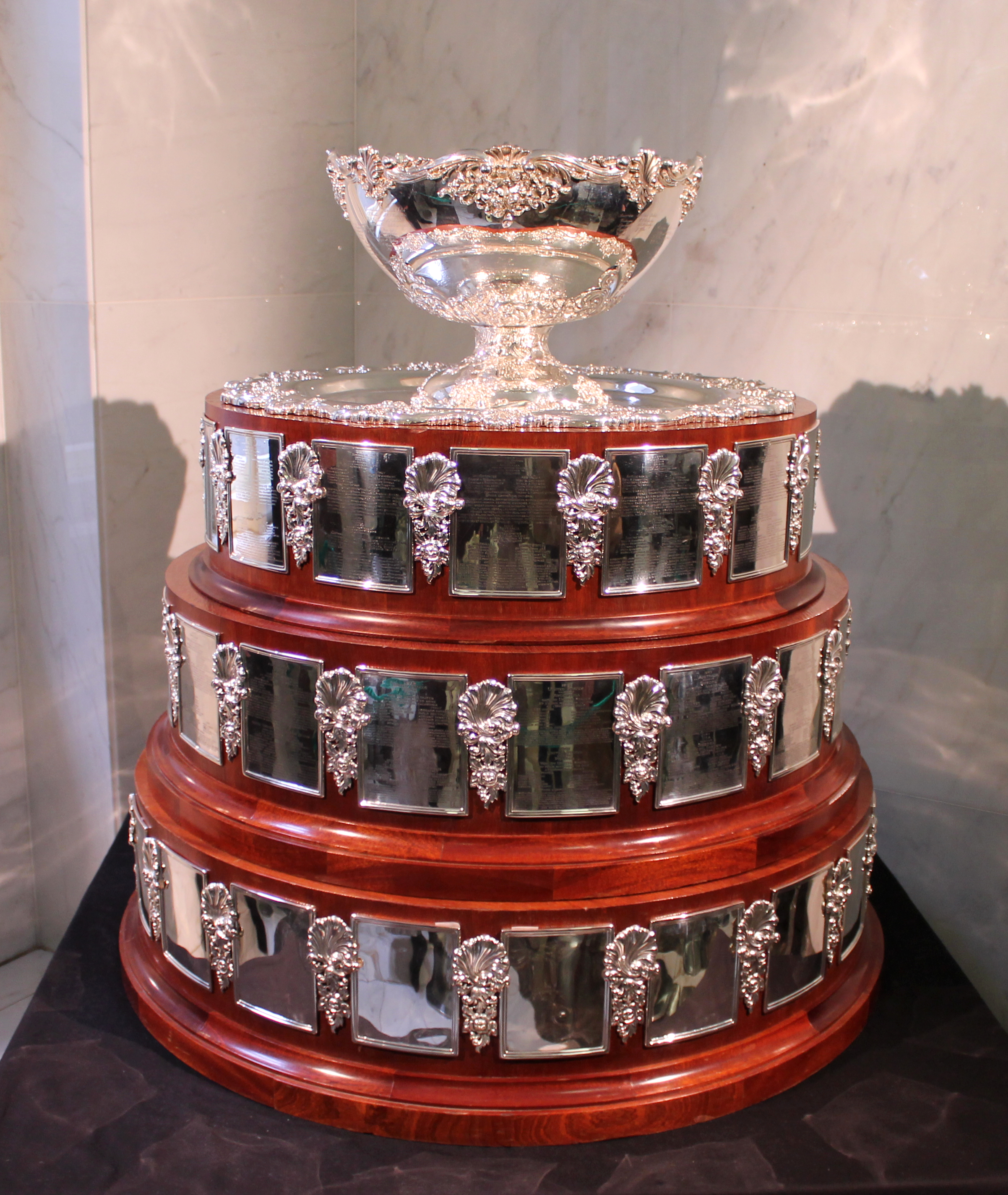
Die Trophäe

Der Davis Cup (Schreibweise lt. Duden: Daviscup oder Davis-Cup) ist der wichtigste Wettbewerb für Nationalmannschaften im Herrentennis. Er wird jedes Jahr unter über hundert Nationen in Gruppen und Runden ausgespielt. Veranstalter ist die International Tennis Federation (ITF). Der vergleichbare Wettbewerb im Damentennis ist der Billie Jean King Cup.
Aktuell wird der Davis Cup 2025 ausgetragen.

## Modus
Jede Begegnung zwischen zwei Mannschaften (englisch tie) wird an zwei Tagen in vier Einzeln und einem Doppel ausgespielt. Zunächst werden zwei Einzelpartien ausgetragen, am Folgetag dann die Doppelpartie und die beiden restlichen Einzelpartien. Alle Partien, Einzel wie Doppel (englisch rubbers), gehen über zwei Gewinnsätze (Best-of-Three). Grundsätzlich gilt: Wenn eine Mannschaft bereits drei Partien gewonnen hat und als Sieger der Begegnung feststeht, entscheiden die beiden Mannschaften darüber, ob die verbleibenden Partien noch ausgetragen werden (englisch dead rubber).
Die Davis-Cup-Qualifikation wird in zwei Runden ausgetragen. In der 1. Runde der Qualifikation treten 26 Nationen in 13 Heim- oder Auswärtsspielen an (Tag 1 – 2 × Einzel; Tag 2 – 1 × Doppel, 2 × Einzel). Die Teams bestehen aus 14 Nationen, die an den Finals des Vorjahres teilgenommen haben, sowie den 12 Gewinnern der Weltgruppe I des Vorjahres.
In der 2. Qualifikationsrunde treten 14 Nationen in 7 Heim- oder Auswärtsspielen an (Tag 1 – 2 × Einzel; Tag 2 – 1 × Doppel, 2 × Einzel). Die Teams sind die Gewinner der 1. Runde der Qualifikation 2025 plus eine Wildcard.
2024 haben sich rekordverdächtige 157 Nationen für den Davis Cup angemeldet, was ihn zum weltweit größten jährlichen internationalen Mannschaftswettbewerb im Sport macht.

### Preisgeld
2024 betrug das Preisgeld 2.541.099 € für den Champion, das unter den Teammitgliedern aufgeteilt wurde. Das Land, das den zweiten Platz belegte, erhielt  1.524.660 €, der Einzug ins Halbfinale brachte 1.016.440 €, während allein die Qualifikation für das Final 8 in Spanien insgesamt 508.220 € garantierte.

### Struktur (bis 2018)
| Stufe | Gruppe(n)                 | Gruppe(n)                        | Gruppe(n)                        | Gruppe(n)                         |
| ----- | ------------------------- | -------------------------------- | -------------------------------- | --------------------------------- |
| 1     | Weltgruppe 16 Nationen    | Weltgruppe 16 Nationen           | Weltgruppe 16 Nationen           | Weltgruppe 16 Nationen            |
| 2     | Amerika-Zone 1 6 Nationen | Europa-Afrika-Zone 1 12 Nationen | Europa-Afrika-Zone 1 12 Nationen | Asien-Ozeanien-Zone 1 6 Nationen  |
| 3     | Amerika-Zone 2 8 Nationen | Europa-Afrika-Zone 2 16 Nationen | Europa-Afrika-Zone 2 16 Nationen | Asien-Ozeanien-Zone 2 8 Nationen  |
| 4     | Amerika-Zone 3 9 Nationen | Europa-Zone 3 13 Nationen        | Afrika-Zone 3 15 Nationen        | Asien-Ozeanien-Zone 3 8 Nationen  |
| 5     |                           |                                  |                                  | Asien-Ozeanien-Zone 4 11 Nationen |

Anmerkung: Die Gesamtanzahl der Nationen in der zweiten Stufe beträgt 24. Die Aufteilung auf die drei Zonen kann sich jährlich ändern und hängt von den Relegationsergebnissen ab.

### Historische Entwicklung
- 1900: Beginn als jährliches Duell zwischen den USA und Großbritannien.
- 1904: Teilnahme anderer Nationen, die in einem weltweiten Turnier einen Herausforderer für den Titelverteidiger ermitteln.
- 1923: Aufteilung der Herausforderer-Runde in zwei Gruppen (Europa und Rest der Welt), deren Sieger den zweiten Finalteilnehmer ermitteln.
- 1956: Ergänzung einer dritten Gruppe mit den asiatischen Ländern.
- 1966: Aufteilung der Europa-Gruppe in zwei Gruppen.
- 1972: Wegfall der automatischen Finalqualifikation des Titelverteidigers.
- 1981: Einführung einer Weltgruppe, die in vier Runden den Sieger ermittelt. Darunter werden drei regionale Gruppen eingerichtet. Zwischen den verschiedenen Ligen gibt es Auf- und Abstieg.
- 2019: Einführung einer Finalrunde an einem zentralen Ort.

## Geschichte

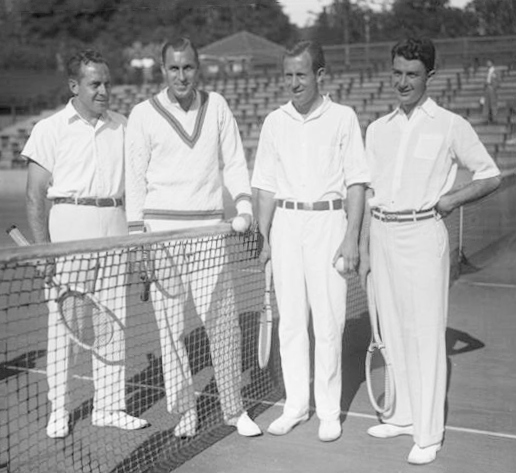
Davis-Cup-Mannschaft der USA von 1929 in Berlin

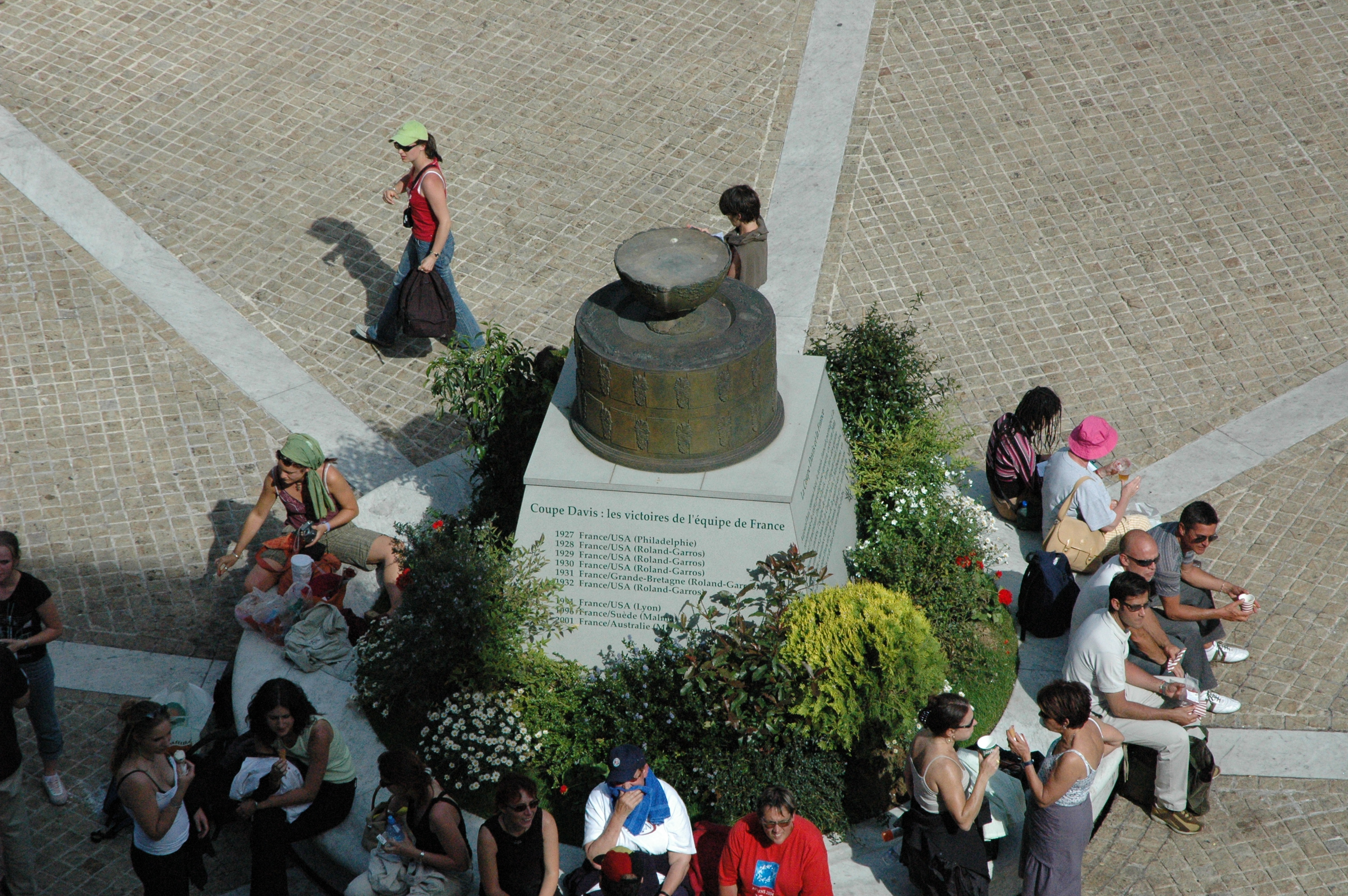
Davis-Cup-Denkmal beim Stade Roland Garros in Paris

Die Entstehung des Nationenwettbewerbs geht auf die Idee von vier Mitgliedern des Tennisteams der Harvard University zurück. Diese fassten 1899 den Entschluss, Großbritannien, das Mutterland des Tennis, in einem Wettkampf herauszufordern. Nachdem die beiden Tennisverbände ihr grundsätzliches Einverständnis gegeben hatten, erarbeitete Dwight Filley Davis, einer der vier Spieler des Teams, ein Wettkampfkonzept und erwarb einer Anekdote zufolge mit exakt jenem Geldbetrag, den er gerade bei sich hatte, einen Pokal aus Sterlingsilber. Der Pokal wird scherzhaft als „hässlichste Salatschüssel der Welt“ bezeichnet.
Die erste Partie zwischen den USA und Großbritannien wurde im Jahr 1900 in Boston ausgetragen. Die US-amerikanische Mannschaft (mit Dwight Davis) erwies sich, insbesondere zur Überraschung der Briten, als so stark, dass sie die ersten drei Begegnungen gewann. Im Jahr darauf fiel der Wettkampf aus. 1902 gewannen erneut die USA. Bis 1913 erweiterte sich das Teilnehmerfeld um Deutschland, Belgien, Österreich, Frankreich und „Australasia“, einem von Australien und Neuseeland gebildeten Gemeinschaftsteam (1905 bis 1913). Das Turnier, das ursprünglich als „International Lawn Tennis Challenge“ bekannt war, erhielt dann zum Gedenken seines „Erfinders“ Dwight Davis den heutigen Namen, nachdem dieser 1945 gestorben war.
Zwischen 1950 und 1967 wurde der Wettbewerb von den Australiern dominiert, die in diesen 18 Jahren 15 Mal den Siegerpokal davontrugen. Bis 1973 konnten lediglich vier Nationen – die USA, Großbritannien, Frankreich und Australien/Australasia – den Wettbewerb gewinnen. Die Dominanz dieser führenden Tennisnationen wurde 1974 durchbrochen, als sich Südafrika und Indien für die Finalrunde qualifizierten. Südafrika gewann kampflos, da sich Indien aus Protest gegen die Apartheidpolitik weigerte, zu den Endspielen anzutreten. Seitdem ist es auch anderen Ländern gelungen, den Davis Cup zu gewinnen.
Deutschland erreichte erstmals 1970 das Endspiel, unterlag jedoch den USA. 1985 verlor das Team gegen Schweden zum zweiten Mal ein Endspiel. Zum ersten deutschen Davis-Cup-Sieg kam es am 18. Dezember 1988. Der Titel wurde 1989 – erneut gegen Schweden – verteidigt. Der bisher letzte Titelgewinn eines deutschen Teams gelang im Jahr 1993.
Zum 100. Geburtstag des Wettbewerbs im Jahr 2000 spielten 129 Nationen um den Titel.
Das Finalturnier 2020 wurde wegen der COVID-19-Pandemie auf 2021 verschoben.

## Sieger
| Austragung | Teilnehmer       | Finalort                             | Sieger                     | Finalgegner        | Ergebnis         |
| ---------- | ---------------- | ------------------------------------ | -------------------------- | ------------------ | ---------------- |
| 2024       |                  | Málaga, Spanien                      | Italien                    | Niederlande        | 2:0              |
| 2023       |                  | Málaga, Spanien                      | Italien                    | Australien         | 2:0              |
| 2022       |                  | Málaga, Spanien                      | Kanada                     | Australien         | 2:0              |
| 2020/21    |                  | Madrid, Spanien                      | Russischer Tennisverband 2 | Kroatien           | 2:0              |
| 2019       | 133              | Madrid, Spanien                      | Spanien                    | Kanada             | 2:0              |
| 2018       | 125              | Villeneuve-d’Ascq, Frankreich        | Kroatien                   | Frankreich         | 3:1              |
| 2017       | 125              | Villeneuve-d’Ascq, Frankreich        | Frankreich                 | Belgien            | 3:2              |
| 2016       | 124              | Zagreb, Kroatien                     | Argentinien                | Kroatien           | 3:2              |
| 2015       | 126              | Gent, Belgien                        | Großbritannien             | Belgien            | 3:1              |
| 2014       | 121              | Villeneuve-d’Ascq, Frankreich        | Schweiz                    | Frankreich         | 3:1              |
| 2013       | 125              | Belgrad, Serbien                     | Tschechien                 | Serbien            | 3:2              |
| 2012       | 121              | Prag, Tschechien                     | Tschechien                 | Spanien            | 3:2              |
| 2011       | 120              | Sevilla, Spanien                     | Spanien                    | Argentinien        | 3:1              |
| 2010       | 125              | Belgrad, Serbien                     | Serbien                    | Frankreich         | 3:2              |
| 2009       | 122              | Barcelona, Spanien                   | Spanien                    | Tschechien         | 5:0              |
| 2008       | 120              | Mar del Plata, Argentinien           | Spanien                    | Argentinien        | 3:1              |
| 2007       | 123              | Portland, USA                        | Vereinigte Staaten         | Russland           | 4:1              |
| 2006       | 125              | Moskau, Russland                     | Russland                   | Argentinien        | 3:2              |
| 2005       | 130              | Bratislava, Slowakei                 | Kroatien                   | Slowakei           | 3:2              |
| 2004       | 130              | Sevilla, Spanien                     | Spanien                    | Vereinigte Staaten | 3:2              |
| 2003       | 135              | Melbourne, Australien                | Australien                 | Spanien            | 3:1              |
| 2002       | 130              | Paris, Frankreich                    | Russland                   | Frankreich         | 3:2              |
| 2001       | 139              | Melbourne, Australien                | Frankreich                 | Australien         | 3:2              |
| 2000       | 135              | Barcelona, Spanien                   | Spanien                    | Australien         | 3:1              |
| 1999       | 128              | Nizza, Frankreich                    | Australien                 | Frankreich         | 3:2              |
| 1998       | 131              | Mailand, Italien                     | Schweden                   | Italien            | 4:1              |
| 1997       | 127              | Göteborg, Schweden                   | Schweden                   | Vereinigte Staaten | 5:0              |
| 1996       | 124              | Malmö, Schweden                      | Frankreich                 | Schweden           | 3:2              |
| 1995       | 115              | Moskau, Russland                     | Vereinigte Staaten         | Russland           | 3:2              |
| 1994       | 109              | Moskau, Russland                     | Schweden                   | Russland           | 4:1              |
| 1993       | 100              | Düsseldorf, Deutschland              | Deutschland                | Australien         | 4:1              |
| 1992       | 092              | Fort Worth, Vereinigte Staaten       | Vereinigte Staaten         | Schweiz            | 3:1              |
| 1991       | 087              | Lyon, Frankreich                     | Frankreich                 | Vereinigte Staaten | 3:1              |
| 1990       | 084              | Saint Petersburg, Vereinigte Staaten | Vereinigte Staaten         | Australien         | 3:2              |
| 1989       | 079              | Stuttgart, BR Deutschland            | BR Deutschland             | Schweden           | 3:2              |
| 1988       | 074              | Göteborg, Schweden                   | BR Deutschland             | Schweden           | 4:1              |
| 1987       | 070              | Göteborg, Schweden                   | Schweden                   | Indien             | 5:0              |
| 1986       | 069              | Melbourne, Australien                | Australien                 | Schweden           | 3:2              |
| 1985       | 062              | München, BR Deutschland              | Schweden                   | BR Deutschland     | 3:2              |
| 1984       | 061              | Göteborg, Schweden                   | Schweden                   | Vereinigte Staaten | 4:1              |
| 1983       | 058              | Melbourne, Australien                | Australien                 | Schweden           | 3:2              |
| 1982       | 057              | Grenoble, Frankreich                 | Vereinigte Staaten         | Frankreich         | 4:1              |
| 1981       | 051              | Cincinnati, Vereinigte Staaten       | Vereinigte Staaten         | Argentinien        | 3:1              |
| 1980       | 051              | Prag, Tschechoslowakei               | Tschechoslowakei           | Italien            | 4:1              |
| 1979       | 049              | San Francisco, Vereinigte Staaten    | Vereinigte Staaten         | Italien            | 5:0              |
| 1978       | 050              | Rancho Mirage, Vereinigte Staaten    | Vereinigte Staaten         | Großbritannien     | 5:0              |
| 1977       | 055              | Sydney, Australien                   | Australien                 | Italien            | 5:0              |
| 1976       | 053              | Santiago de Chile, Chile             | Italien                    | Chile              | 4:1              |
| 1975       | 053              | Stockholm, Schweden                  | Schweden                   | Tschechoslowakei   | 3:2              |
| 1974       | 055              | — 1                                  | Südafrika                  | Indien             | —                |
| 1973       | 053              | Cleveland, Vereinigte Staaten        | Australien                 | Vereinigte Staaten | 5:0              |
| 1972       | 052              | Bukarest, Rumänien                   | Vereinigte Staaten         | Rumänien           | 3:2              |
| 1971       | 051              | Charlotte, Vereinigte Staaten        | Vereinigte Staaten         | Rumänien           | 3:2              |
| 1970       | 050              | Cleveland, Vereinigte Staaten        | Vereinigte Staaten         | BR Deutschland     | 5:0              |
| 1969       | 051              | Cleveland, Vereinigte Staaten        | Vereinigte Staaten         | Rumänien           | 5:0              |
| 1968       | 049              | Adelaide, Australien                 | Vereinigte Staaten         | Australien         | 4:1              |
| 1967       | 048              | Brisbane, Australien                 | Australien                 | Spanien            | 4:1              |
| 1966       | 046              | Melbourne, Australien                | Australien                 | Indien             | 4:1              |
| 1965       | 043              | Sydney, Australien                   | Australien                 | Spanien            | 4:1              |
| 1964       | 046              | Cleveland, Vereinigte Staaten        | Australien                 | Vereinigte Staaten | 3:2              |
| 1963       | 049              | Adelaide, Australien                 | Vereinigte Staaten         | Australien         | 3:2              |
| 1962       | 042              | Brisbane, Australien                 | Australien                 | Mexiko             | 5:0              |
| 1961       | 042              | Melbourne, Australien                | Australien                 | Italien            | 5:0              |
| 1960       | 040              | Sydney, Australien                   | Australien                 | Italien            | 4:1              |
| 1959       | 039              | New York, Vereinigte Staaten         | Australien                 | Vereinigte Staaten | 3:2              |
| 1958       | 037              | Brisbane, Australien                 | Vereinigte Staaten         | Australien         | 3:2              |
| 1957       | 036              | Melbourne, Australien                | Australien                 | Vereinigte Staaten | 3:2              |
| 1956       | 033              | Adelaide, Australien                 | Australien                 | Vereinigte Staaten | 5:0              |
| 1955       | 034              | New York, Vereinigte Staaten         | Australien                 | Vereinigte Staaten | 5:0              |
| 1954       | 031              | Sydney, Australien                   | Vereinigte Staaten         | Australien         | 3:2              |
| 1953       | 030              | Melbourne, Australien                | Australien                 | Vereinigte Staaten | 3:2              |
| 1952       | 029              | Adelaide, Australien                 | Australien                 | Vereinigte Staaten | 4:1              |
| 1951       | 027              | Sydney, Australien                   | Australien                 | Vereinigte Staaten | 3:2              |
| 1950       | 025              | New York, Vereinigte Staaten         | Australien                 | Vereinigte Staaten | 4:1              |
| 1949       | 026              | New York, Vereinigte Staaten         | Vereinigte Staaten         | Australien         | 4:1              |
| 1948       | 029              | New York, Vereinigte Staaten         | Vereinigte Staaten         | Australien         | 5:0              |
| 1947       | 022              | New York, Vereinigte Staaten         | Vereinigte Staaten         | Australien         | 4:1              |
| 1946       | 019              | Melbourne, Australien                | Vereinigte Staaten         | Australien         | 5:0              |
| 1940–1945  | keine Austragung | keine Austragung                     | keine Austragung           | keine Austragung   | keine Austragung |
| 1939       | 025              | Haverford, Vereinigte Staaten        | Australien                 | Vereinigte Staaten | 3:2              |
| 1938       | 024              | Philadelphia, Vereinigte Staaten     | Vereinigte Staaten         | Australien         | 3:2              |
| 1937       | 025              | London, Großbritannien               | Vereinigte Staaten         | Großbritannien     | 4:1              |
| 1936       | 023              | London, Großbritannien               | Großbritannien             | Australien         | 3:2              |
| 1935       | 028              | London, Großbritannien               | Großbritannien             | Vereinigte Staaten | 5:0              |
| 1934       | 027              | London, Großbritannien               | Großbritannien             | Vereinigte Staaten | 4:1              |
| 1933       | 031              | Paris, Frankreich                    | Großbritannien             | Frankreich         | 3:2              |
| 1932       | 029              | Paris, Frankreich                    | Frankreich                 | Vereinigte Staaten | 3:2              |
| 1931       | 030              | Paris, Frankreich                    | Frankreich                 | Großbritannien     | 3:2              |
| 1930       | 028              | Paris, Frankreich                    | Frankreich                 | Vereinigte Staaten | 4:1              |
| 1929       | 029              | Paris, Frankreich                    | Frankreich                 | Vereinigte Staaten | 3:2              |
| 1928       | 033              | Paris, Frankreich                    | Frankreich                 | Vereinigte Staaten | 4:1              |
| 1927       | 026              | Philadelphia, Vereinigte Staaten     | Frankreich                 | Vereinigte Staaten | 3:2              |
| 1926       | 024              | Philadelphia, Vereinigte Staaten     | Vereinigte Staaten         | Frankreich         | 4:1              |
| 1925       | 023              | Philadelphia, Vereinigte Staaten     | Vereinigte Staaten         | Frankreich         | 5:0              |
| 1924       | 022              | Philadelphia, Vereinigte Staaten     | Vereinigte Staaten         | Australien         | 5:0              |
| 1923       | 017              | New York, Vereinigte Staaten         | Vereinigte Staaten         | Australien         | 4:1              |
| 1922       | 011              | New York, Vereinigte Staaten         | Vereinigte Staaten         | Australien         | 4:1              |
| 1921       | 011              | New York, Vereinigte Staaten         | Vereinigte Staaten         | Japan              | 5:0              |
| 1920       | 006              | Auckland, Neuseeland                 | Vereinigte Staaten         | Australien         | 5:0              |
| 1919       | 005              | Sydney, Australien                   | Australien                 | Großbritannien     | 4:1              |
| 1915–1918  | keine Austragung | keine Austragung                     | keine Austragung           | keine Austragung   | keine Austragung |
| 1914       | 007              | New York, Vereinigte Staaten         | Australien                 | Vereinigte Staaten | 3:2              |
| 1913       | 008              | London, Großbritannien               | Vereinigte Staaten         | Großbritannien     | 3:2              |
| 1912       | 003              | Melbourne, Australien                | Britische Inseln           | Australasien       | 3:2              |
| 1911       | 003              | Christchurch, Neuseeland             | Australasien               | Vereinigte Staaten | 5:0              |
| 1910       | keine Austragung | keine Austragung                     | keine Austragung           | keine Austragung   | keine Austragung |
| 1909       | 003              | Sydney, Australien                   | Australasien               | Vereinigte Staaten | 5:0              |
| 1908       | 003              | Melbourne, Australien                | Australasien               | Vereinigte Staaten | 3:2              |
| 1907       | 003              | London, Großbritannien               | Australasien               | Britische Inseln   | 3:2              |
| 1906       | 003              | London, Großbritannien               | Britische Inseln           | Vereinigte Staaten | 5:0              |
| 1905       | 005              | London, Großbritannien               | Britische Inseln           | Vereinigte Staaten | 5:0              |
| 1904       | 003              | London, Großbritannien               | Britische Inseln           | Belgien            | 5:0              |
| 1903       | 002              | Boston, Vereinigte Staaten           | Britische Inseln           | Vereinigte Staaten | 4:1              |
| 1902       | 002              | Brooklyn, Vereinigte Staaten         | Vereinigte Staaten         | Britische Inseln   | 3:2              |
| 1901       | keine Austragung | keine Austragung                     | keine Austragung           | keine Austragung   | keine Austragung |
| 1900       | 002              | Boston, Vereinigte Staaten           | Vereinigte Staaten         | Britische Inseln   | 3:0              |

## Statistik
| Rang | Land               | Siege | Final- niederlagen |
| ---- | ------------------ | ----- | ------------------ |
| 01.  | Vereinigte Staaten | 32    | 29                 |
| 02.  | Australien         | 28*   | 20                 |
| 03.  | Frankreich         | 10    | 9                  |
| 04.  | Großbritannien     | 10    | 8                  |
| 05.  | Schweden           | 7     | 5                  |
| 06.  | Spanien            | 6     | 4                  |
| 07.  | Italien            | 3     | 6                  |
| 08.  | Russland           | 3     | 3                  |
| 10.  | Deutschland        | 3     | 2                  |
| 10.  | Tschechien         | 3**   | 2                  |
| 11.  | Kroatien           | 2     | 2                  |
| 12.  | Argentinien        | 1     | 4                  |
| 13.  | Schweiz            | 1     | 1                  |
| 13.  | Serbien            | 1     | 1                  |
| 13.  | Kanada             | 1     | 1                  |
| 16.  | Südafrika          | 1     | 0                  |
| 17.  | Belgien            | 0     | 3                  |
| 17.  | Indien             | 0     | 3                  |
| 17.  | Rumänien           | 0     | 3                  |
| 20.  | Chile              | 0     | 1                  |
| 20.  | Japan              | 0     | 1                  |
| 20.  | Mexiko             | 0     | 1                  |
| 20.  | Slowakei           | 0     | 1                  |
| 20.  | Niederlande        | 0     | 1                  |

* 0inkl. vier Siegen als Australasien
** inkl. eines Sieges als Tschechoslowakei